# Лёфгрен, Йёста (шведский футболист)
Йёста Лёфгрен (швед. Gösta Löfgren, 29 августа 1923, Мутала — 5 сентября 2006, Мутала) — шведский футболист, играл на позиции нападающего. По завершении игровой карьеры — тренер. Лучший шведский футболист 1955 года.

## Клубная карьера
Во взрослом футболе дебютировал в 1951 году выступлениями за команду клуба «Мутала» из родного городка, в котором провел семь сезонов.
В 1960 году перешёл в клуб «Норрчёпинг», за который отыграл четыре сезона. Большинство времени, проведенного в составе «Норрчёпинга», был основным игроком атакующей звена команды. Был одним из главных бомбардиров команды, имея среднюю результативность на уровне 0,43 гола за игру первенства. Завершил профессиональную карьеру футболиста выступлениями за «Норрчёпинг» в 1963 году.

## Выступления за сборную
В 1951 году дебютировал в официальных матчах в составе национальной сборной Швеции. В течение карьеры в национальной команде, которая длилась 11 лет, провел в форме главной команды страны 40 матчей, забив 12 голов.
В составе сборной был участником футбольного турнира на Олимпийских играх 1952 года в Хельсинки, по результатам которого стал бронзовым олимпийским медалистом, а также домашнего для шведов чемпионата мира 1958 года, где вместе с командой завоевал «серебро».

## Карьера тренера
Начал тренерскую карьеру, вернувшись к футболу после небольшого перерыва, в 1971 году, возглавив тренерский штаб клуба «Норрчёпинг». Опыт тренерской работы ограничился этим клубом, в котором Лёфгрен проработал до 1972 года.
Умер 5 сентября 2006 года на 84-м году жизни.

## Титулы и достижения

### Командные
- Бронзовый призер Олимпийских игр (1):

1952
- Серебряный призёр чемпионата мира (1):

1958

### Личные
- Лучший шведский футболист года (1):

1955